# Begonia teysmanniana
Espèce
Synonymes
- Casparya teysmanniana (Miq.) A.DC.[1]
- Platycentrum teysmannianum Miq.[1] [2]

Begonia teysmanniana est une espèce de plantes de la famille des Begoniaceae. Ce bégonia est originaire d'Indonésie. L'espèce fait partie de la section Platycentrum. L'espèce a été décrite en 1895 par Benjamin Daydon Jackson (1846-1927), à la suite des travaux de Friedrich Anton Wilhelm Miquel (1811-1871) qui fut aussi l'auteur du basionyme Platycentrum teysmannianum en 1858. L'épithète spécifique teysmanniana signifie « de Teysmann », en hommage à Johannes Elias Teysmann (1808-1882), récolteur in situ .

## Répartition géographique
Cette espèce est originaire du pays suivant : Indonésie.